# کارل گوستاو یونگ
کارل گوستاو یونگ (آلمانی: Carl Gustav Jung; زاده ۲۶ ژوئیه ۱۸۷۵ – درگذشته ۶ ژوئن ۱۹۶۱)  روانپزشک اهل سوئیس بود که با فعالیت های خود در روان‌شناسی و ارائهٔ نظریاتی تحت عنوان روان‌شناسی تحلیلی شناخته می‌شود. به تعبیر «فریدا فوردهام» پژوهشگر آثار یونگ:
«هرچه فروید ناگفته گذاشته، یونگ تکمیل کرده‌است.»
یونگ بعضی از معروف‌ترین مفاهیم روان‌شناسی را ابداع کرده‌ است مانند: ناخودآگاه جمعی ، سایه‌ها، پرسونا، عقده‌ها، آنیما و آنیموس، برونگرایی و درونگرایی. از آثار مهم او می‌توان به روان‌شناسی ضمیر ناخودآگاه، تحلیل رؤیا، سمینار یونگ دربارهٔ زرتشت نیچه، انسان و سمبل‌هایش، خود شناخته، انسان در جستجوی هویت خویشتن، روان‌شناسی و علوم غیبی، روح و زندگی، ناخودآگاه جمعی و کهن الگو، روان‌شناسی و کیمیاگری، رؤیاها، زندگی‌نامه من، کتاب سرخ، راز گل رزین، ماهیت روان و انرژی اشاره کرد.

## زندگی

### کودکی
او در ۲۶ ژوئیه ۱۸۷۵م. در کسویل سوییس متولد شد. او فرزند دوم خانواده و تنها پسر یک کشیش پروتستان انجیلی اصلاح‌طلب سوییسی بود و خانواده او غرق مذهب بودند. هشت عمو و پدربزرگ مادری یونگ همگی کشیش بودند. او در جایی خود را نسبتاً سوئیسی می‌داند زیرا قدمت ملیت سوئیسی خانواده‌اش به صد سال نمی‌رسد. اولین زمین بازی یونگ گورستان کلیسا بود. فرزند اول خانواده کمی پس از تولد از دنیا رفته بود. شش‌ماهه بود که خانواده به روستای دیگری به نام لوفن در نزدیکی مرز آلمان و فرانسه آبشارهای راین نقل مکان کرد. پس از آن به کلاین هونینگن، روستای کوچکی در نزدیکی بازل و در ساحل راین رفتند.
وقتی یونگ شش‌ماهه بود، پدرش به عنوان کشیش در یک کلیسای مرفه تر در لاوفن منصوب شد. اما تنش بین والدینش رو به افزایش بود. مادرش امیلی یانگ زنی غیرعادی و افسرده بود. او زمان قابل توجهی را در اتاق استراحت خود می‌گذراند و می‌گفت شبها در آنجا ارواح به ملاقاتش می‌آیند.
یونگ به مدرسه ای روستایی می‌رفت و از نظر هوشی بسیار از همکلاسی‌هایش پیش بود. او از بودن در کنار سایر کودکان لذت می‌برد، اما دوستی با آنها برایش آسان نبود، چون تنها بازی کردن را دوست داشت. از ۱۱ سالگی به مدرسه ای در بازل رفت، ولی در آن‌جا هم هرگز خوشحال نبود. پسران دیگر او را عجیب و غریب می‌دانستند و سر به سرش می‌گذاشتند. درس‌ها هم همیشه از نظر او خسته کننده بودند و وقتش را تلف می‌کردند.
یونگ در دوازده سالگی به دلیل بیماری صرع که دوره‌هایی از حالت غش را منجر می‌شد به نحوی از رفتن به مدرسه شانه خالی می‌کرد، اما بعدتر از این سرگیجه و غش و ضعف خلاص شد. او به‌تدریج به مردی خوش‌صورت و ورزشکاری نیرومند تبدیل شد که این صفات همراه با قهقهه‌های شادمانه و عشق به زندگی به او حضور فیزیکی قابل توجه و جذبه‌ای بسیار، به‌ویژه در ارتباط با زنان، داد.
یونگ عاشق طبیعت و ارتباط روحی عمیق با همه موجودات زنده و تنهایی و آرامشی بود که طبیعت برایش به ارمغان می‌آورد. او اوقات زیادی را صرف تفکر، نوشتن، تعمق و کسب آرامش درونی می‌کرد و رابطه عمیق او با موجودات زنده و طبیعی در نقاشی و کار با چوب و سنگ تجلی می‌یافت. حیوانات را بسیار دوست داشت و همیشه سگش را همراه خود می‌برد. یونگ غالباً از پیام‌هایی سخن می‌گفت که از طبیعت دریافت می‌کرد.
نه ساله بود که خواهرش گرترود به دنیا آمد، اما چون فاصله سنی‌شان زیاد و اخلاق‌هایشان متفاوت بود، حضور او بر کودکی یونگ تأثیری به جا نگذاشت. کارل کودکی گوشه‌گیر بود و دوست داشت تنها بازی کند و در دنیای خود غرق شود. گرترود بسیار حساس و ظریف بود و عمر چندانی هم نکرد. یونگ می‌گفت خواهرش همیشه برای او غریبه بوده‌است. کارل عاطفی بود، ولی خواهرش هرچند عمیقاً بسیار حساس بود، اما احساساتش را بروز نمی‌داد.

### جوانی و تحصیل
در جوانی مجذوب علم و فلسفه شد؛ فقر خانوادگی به کارل اجازه نمی‌داد در دانشگاهی در یک شهر دور درس بخواند، به همین دلیل دانشگاه بازل برای تحصیل در رشتهٔ پزشکی به او بورس داد. علاقه اصلی او تحصیل در رشته باستان‌شناسی بود، اما دانشگاه بازل چنین رشته‌ای نداشت، بنابراین تن به رشته پزشکی داد. انتخاب این رشته در خانواده او سابقه داشت و پدربزرگش استاد جراح دانشگاه بود. در سن بیست‌سالگی پدرش درگذشت و خانواده‌اش مجبور به ترک خانهٔ کشیشان شدند و به بات‌میتگرمیل نزدیک بازل نقل مکان کردند.

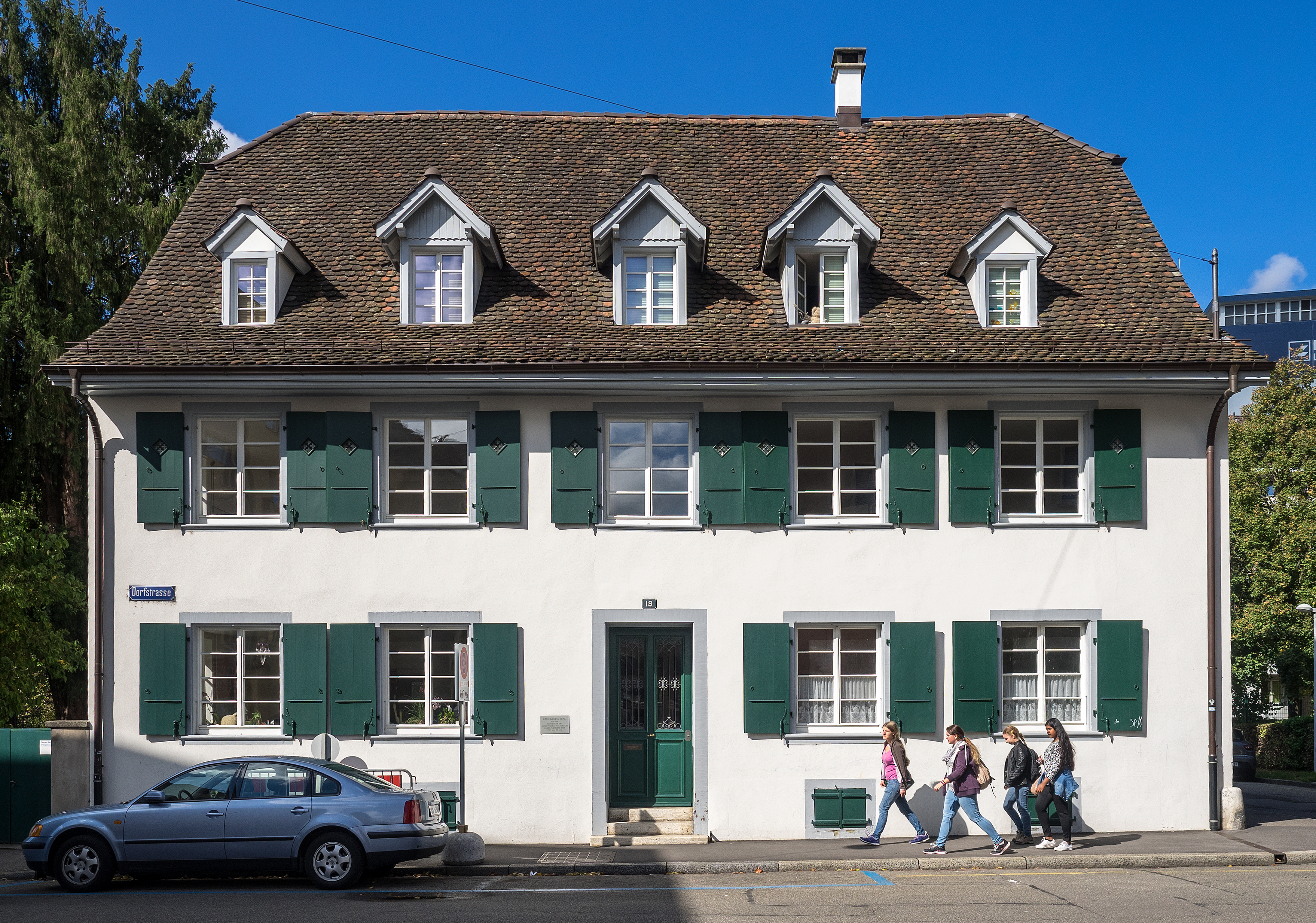
خانه مذهبی که کارل در آن بزرگ شد

یونگ به عضویت انجمن مناظرات دانشگاه درآمد. او در مباحثات و وصله‌پینه کردن‌های عقلانی پیشرفت فوق‌العاده‌ای داشت. او در یک «تابش شهودی» پی برد آموزه‌ای که او دنبالش می‌گردد روان‌پزشکی است. رشته روان‌پزشکی در آن زمان اعتبار چندانی نداشت، اما از نظر یونگ بهترین انتخاب بود، چون به او امکان می‌داد همزمان دربارهٔ جنبه‌های علمی و روحانی حیات مطالعه کند.
یونگ بیش از دو سال در جلسات احضار روح شرکت می‌کرد که این جلسات موضوع آماده‌ای برای تحقیقات او بود و موضوع پایان‌نامهٔ دکتری یونگ در سال ۱۹۰۲ شد. در این سال نظریات روان‌پزشکی به دست شارکو و فروید بسط یافت. یونگ کارآموزی‌اش را در روان‌پزشکی از دسامبر ۱۹۰۰ به‌عنوان دستیار بیمارستان بورگهولتزلی از درمانگاه‌های وابسته به دانشگاه زوریخ آغاز کرد. او طی مدت نه سال در بورگهولتزلی در برنامهٔ پیشگام تجربی روان‌شناسی تحت سرپرستی یوجین بلولر رئیس بیمارستان فعال شد. تحقیقات بلویلر حول مسئله اسکیزوفرنی بود بلویلر در این زمان به تحقیقات فروید دربارهٔ ضمیر ناخودآگاه و روان‌زدایی اختلالات گرایش پیدا کرده بود.

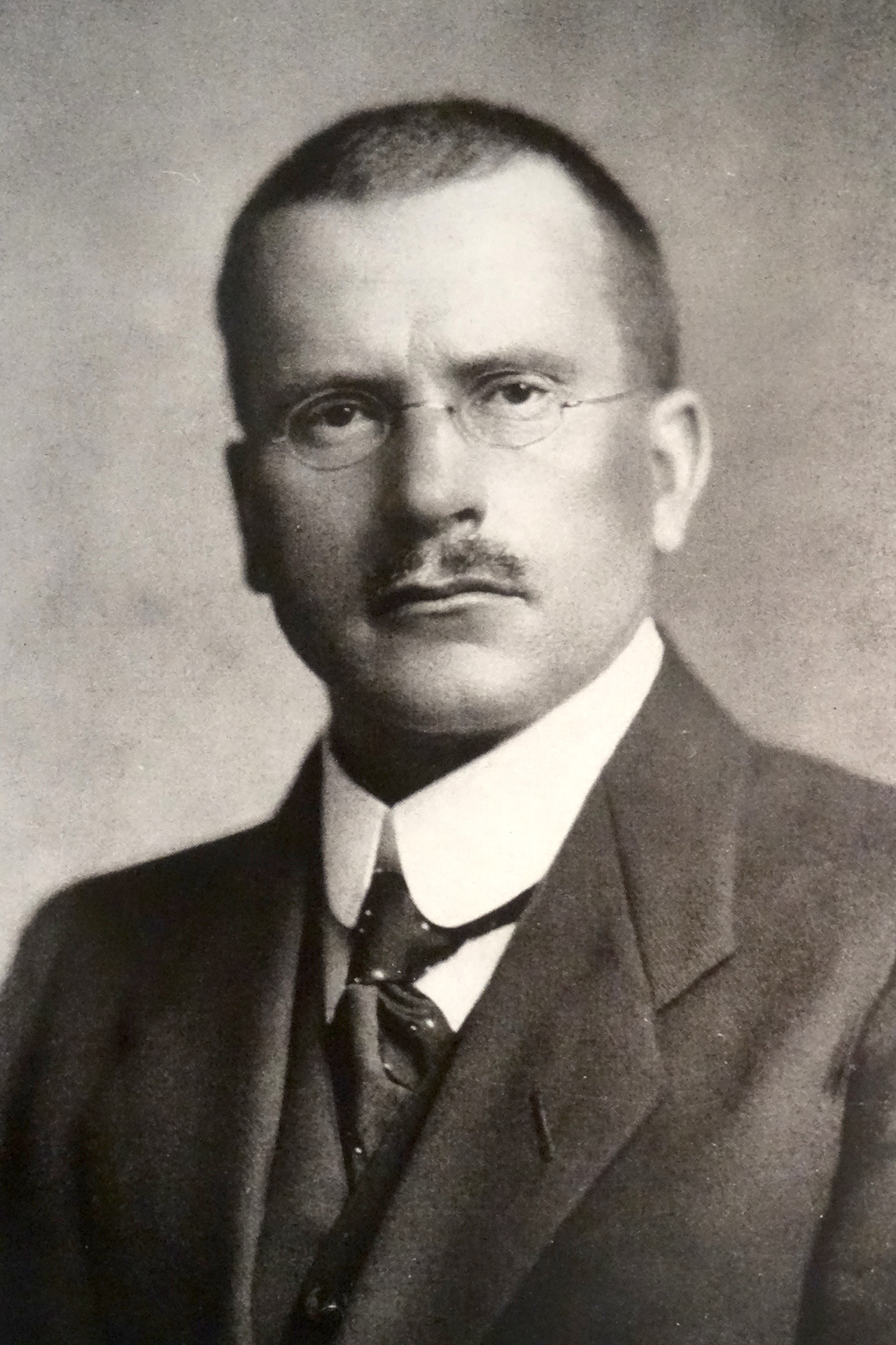
گوستاو یونگ در جوانی

یونگ از گالوانومتر برای اندازه‌گیری حالات روانی از راه پاسخ‌های پوستی و غده‌های عرقی استفاده نمود، دستگاهی که امروزه به آن دروغ یاب می‌گویند. او در آن زمان مشغول تحقیق در آزمون ربط کلمات و تأثیر آن بر بیماران روانی و تبه‌کاران بود. کوشش‌های یونگ در این زمینه باعث شهرت او به خصوص در آمریکا شد. او در سال ۱۹۰۵ پزشک ارشد بورگهولتزلی و مدرس دانشکده طب در دانشگاه زوریخ گردید.

### خاطراتی از کودکی
یونگ کودکی تنها و درونگرا بود. او معتقد بود که مانند مادرش، دارای دو شخصیت است یک شهروند مدرن سوئیسی و شخصیتی که مناسب قرن هجدهم است."شخصیت شماره ۱"، به گفته وی، یک بچه مدرسه‌ای معمولی بود که در عصر آن زمان زندگی می‌کرد. "شخصیت شماره ۲" فردی با وقار، مقتدر و تأثیرگذار از گذشته بود.اگرچه یونگ به هر دو والدین نزدیک بود، اما از رویکرد علمی پدرش به ایمان ناامید شد.

### ازدواج
یونگ در ۱۴ فوریه ۱۹۰۳ با اما یونگ (اما روشنباخ) (۱۹۵۵–۱۸۸۲) ازدواج کرد. «اما» از یک خانواده آلمانی-سوئیسی و زنی تحصیل‌کرده، زیبا و محبوب بود. او دختر یک کارخانه‌دار ثروتمند بود و این باعث آزادی یونگ از لحاظ مالی شد. پدر اما، به غیر از دیگر موارد همچنین مالک شرکت آی‌دبلیوسی - شرکت بین‌المللی ساخت ساعت و تولیدکننده قطعات لوکس بود. با مرگ وی در سال ۱۹۰۵، دو دخترش و همسرانشان صاحب کارخانه شدند. شوهر خواهر همسر (باجناق) یونگ - ارنست هومبرگر - صاحب اصلی شد اما یونگ سهامدار یک تجارت پر رونق بود که امنیت مالی خانواده را برای دهه‌ها تضمین می‌کرد.

#### تونی وولف
«تونی وولف» ابتدا از بیماران و سپس شاگرد و همکار کارل یونگ بود که یونگ با وی برای مدت ده‌ها سال وارد ارتباط عاطفی شد، شروع رابطهٔ عاطفیِ کارل یونگ با تونی وولف مصادف با تولد فرزند وی از همسر اصلی‌اش اما یونگ بود، ولی همسر یونگ این ارتباط عاطفی را عامل نجات و تحکیم زندگی مشترک خود با یونگ میدانست و از تونی وولف به عنوان ناجی شوهرش یاد میکرد، او بر این اعتقاد بود که کاری که تونی وولف در دوره بحران و انزوای شوهرش برای او کرد، از عهده او و هر کس دیگری خارج بود.

### میان‌سالی و ایجاد روان‌شناسی تحلیلی

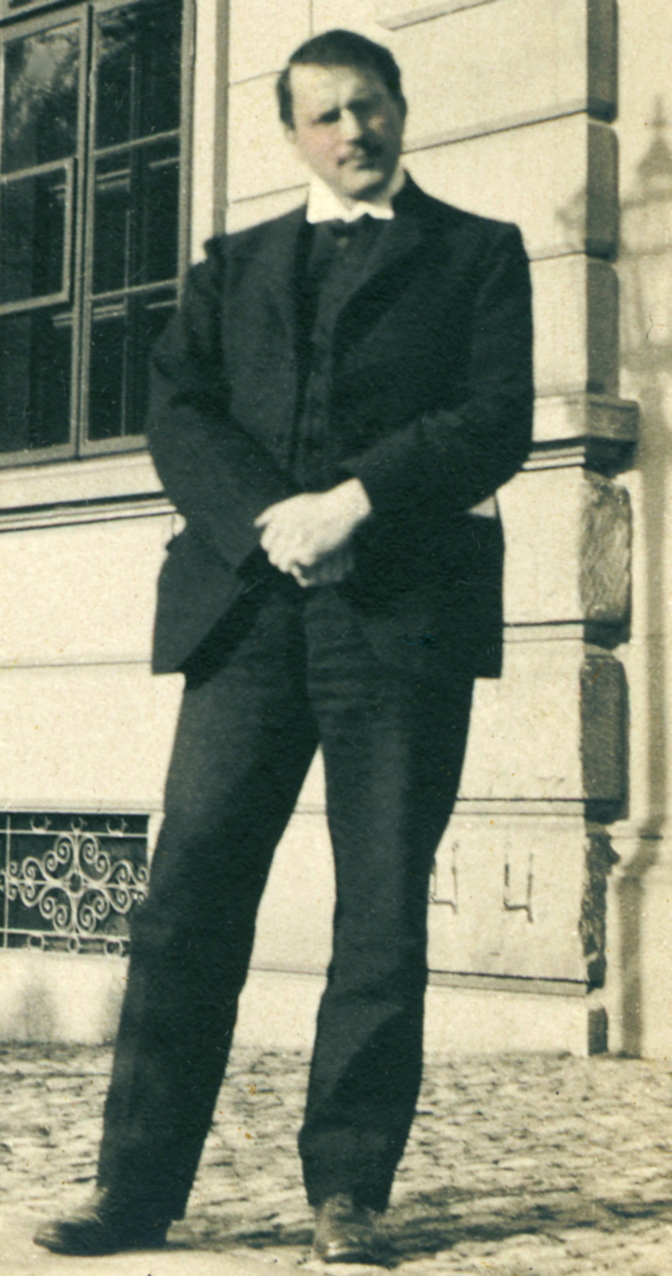
یانگ در سال ۱۹۱۰

در سال ۱۹۰۹ یونگ غرق در مطالعهٔ اسطورهها بود که تمایل به آن‌ها او را سرگشته و در عین حال سودایی کرده بود. او پس از جدایی از فروید سفر پرآسیب گذر از بحران میان‌سالی را آغاز کرد. او در ۳۹ سالگی به بن‌بست رسیده بود. دوستان و همکارانش رهایش کرده بودند از کتاب‌های علمی بیزار شده بود و سِمت خود را در دانشگاه از دست داده بود. بین سال‌های ۱۹۱۴ تا ۱۹۱۹ از جهان کناره گرفت تا ناخودآگاه خویشتن را بکاود.
او غرقه در اعماق تاریک وجود خویش شد. در این هنگام با شخصیت‌های کتاب مقدس و ایلیاد و اودیسه سخن گفت. اما مهم‌ترین شخصیتی که دیدار کرد فیله‌مون بود. آن‌ها با هم در باغ قدم می‌زدند و بحث‌های فلسفی می‌نمودند. (از نظر روان‌پزشکی یونگ با خودش حرف می‌زد و فیله‌مون یک خیال و نشانه‌ای از جنون بود. اما در چارچوب آثار یونگ در روان‌شناسی تحلیلی فیله‌مون صورت مثالی روح است که برگرفته از گنجینهٔ تصورات ناخودآگاه است)
یونگ در بقیهٔ ایام زندگی کوشید تا بینش‌های حاصل از اکتشاف ناخودآگاه خویش را بیان کند. او در سال ۱۹۱۳ روش خویش را روان‌شناسی تحلیلی نامید تا آن را از روانکاوی متمایز سازد و بیان کرد که این روش شیوه‌ای‌است که می‌تواند تمام کوشش‌های روان‌شناسی همچون روانکاوی فروید و روان‌شناسی فردی آدلر را دربرگیرد. او در سال ۱۹۱۹ برای اولین بار کلمه صورت مثالی را به‌کار برد.
یونگ در اوایل سال ۱۹۴۴ در ۶۹ سالگی بر اثر سانحه‌ای زمین‌خورد و پایش شکست. پس از آن دچار یک حملهٔ قلبی شد و تحت تأثیر دارو و در حال مرگ ،تجربهٔ نزدیک به مرگ(NDE) داشت و پدیدهٔ خروج روح از بدن را تجربه کرد. وی دربارهٔ این تجربه خود در کتاب خاطرات، رؤیاها، اندیشه‌ها توضیحاتی ارائه کرده‌است. او کرهٔ زمین را از مسافتی می‌بیند که بیست‌سال پس از آن فضانوردان، زمین را در آن فاصله برای نخستین‌بار دیده و وصف کرده‌اند. زمینی محصور در نوری آبی، با توصیف قاره‌ها، اقیانوس‌ها و دریاها؛ حتی هیمالیای پوشیده از برف اما ابری و مه آلوده{منبع}... صحنه‌ای که به گفتهٔ خود یونگ دیدنش از آن فاصله، باشکوه‌ترین چیزی بوده که در عمرش دیده‌است. وی در زاویه‌ای دیگر از تجربه‌اش، معبدی سنگی را می‌بیند که پاسخ سؤالات بسیاری را در آن در دسترس خود می‌دیده‌است. یونگ سال‌ها پس از این تجربه هفده‌سال دیگر به حیات خود ادامه می‌دهد در حالی‌که پزشک معالج وی اندکی پس از هوشیاری‌اش، به عفونت خون مبتلا و درمی‌گذرد! پس از این بیماری بود که آثار اصلی یونگ در پی شناخت نوین وی از زندگی نوشته شد.
او اولین کسی بود که در قرن بیستم، کیمیاگری را از لحاظ روان‌شناسی قابل دسترسی ساخت و نشان داد که چگونه رازهای کیمیاگری شبیه صورت‌های مثالی رؤیا هستند.
همسر یونگ، اِما در ۲۷ نوامبر ۱۹۵۵ فوت کرد. از آن به بعد یک زن انگلیسی به نام روث بیلی تا پایان مرگ همراه و پرستار او شد.

### مرگ
یونگ راجع به کارهایش مکاتبات بسیاری داشت و بارها در سنین کهولت از او تجلیل به عمل آمد. او در سن ۸۵ سالگی در ۶ ژوئن ۱۹۶۱ از دنیا رفت.

## یونگ و فروید
او در سال ۱۹۰۶ نسخه‌ای از نتایج کارهای خود را برای زیگموند فروید فرستاد. مکاتبه و دوستی آن دو تا سال ۱۹۱۳ ادامه یافت. اولین دیدار یونگ با فروید در وین اتفاق افتاد و آن دو ۱۳ ساعت تمام با هم حرف زدند. یونگ به زودی چهره‌ای درخشان در تحقیقات فروید شد. او اولین رئیس انجمن بین‌المللی روانکاوی شد و ویراستار گزارش سالانه این انجمن که اولین نشریه روانکاوی به‌شمار می‌رود، بود.
ارتباط فروید با یونگ که زمانی او را وارث بدون معارض روانکاوی می‌دانست، در سال ۱۹۰۹ تیره شد. در آن سال فروید و یونگ برای سخنرانی راجع به روانکاوی در دانشگاه کلارک به آمریکا سفر کردند. آن‌ها طی سفر خواب‌های یکدیگر را تحلیل می‌کردند. اما فروید جزئیات مربوط به شرح حال شخصی خویش را برای تعبیر بازگو نمی‌کرد. فروید دو بار در حضور یونگ بی‌هوش شد. بار اول در صف انتظار ورود به کشتی به مقصد آمریکا بودند و بار دوم در سال ۱۹۱۲ پس از یک مباحثهٔ طولانی راجع به اختلاف نظرهایشان پس از شرکت در کنفرانس مونیخ مشغول صرف نهار بودند. اختلاف نظر این دو بیش از پیش در سخنرانی‌های یونگ در دانشگاه فوردهام نیویورک در سال ۱۹۱۲ آشکار شد. یونگ با فروید موافق بود که هیستری و وسواس فکری نشانگر جابه‌جاسازی غیرعادی شور جنسی است اما عقیده داشت که حالات روان‌پریشی چون اسکیزوفرنی نمی‌تواند با اختلالات جنسی قابل توضیح باشد. همچنین یونگ از اصل با میل به زنای با محارم مخالف بود و آن را نمادی از میل به تولد روحانی مجدد در جریان روانی تبدیل‌شدن به فردی مستقل می‌دانست.

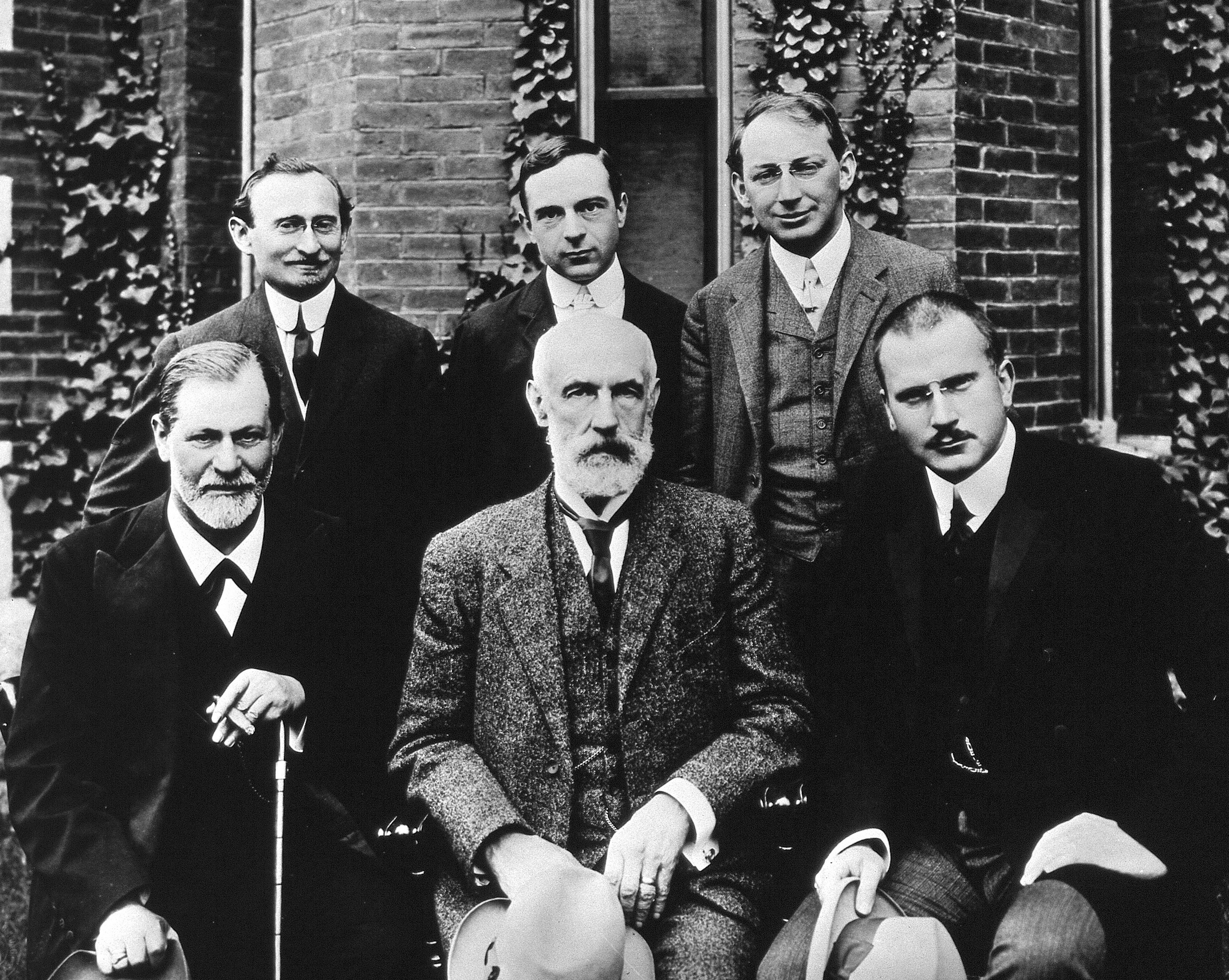
عکس گروهی در سال ۱۹۰۹ در جلوی دانشگاه کلارک. ردیف جلو(از چپ به راست): زیگموند فروید، جی. استنلی هال، یونگ؛ ردیف عقب: آبراهام آ. بریل، ارنست جونز، شاندور فرنتزی

## یونگ و خدا
کارل گوستاو یونگ در ۱۹۵۲، به کشیشی جوان نوشت: همانگونه که سیارات به دور خورشید می‌چرخند تمام افکار من گرد «پروردگار» می‌گردد و به نحو مقاومت ناپذیری مجذوب او می‌شود احساس می‌کنم اگر در برابر این نیرو کمترین مقاومتی نشان دهم بزرگ‌ترین گناه را مرتکب شده‌ام.

## نظریهناخودآگاه جمعی
بعد از انتشار نظریات روانشناسانه در مورد ناخودآگاه فردی توسط فروید و سپس یونگ و محبوبیتی که این نظریات کسب کردند، یونگ یکی از پایه گذاران نظریه ناهشیار جمعی است. ناهشیار جمعی بر رفتارهای اشخاص اشاره ندارد؛ بلکه شامل عناصر شخصیتی مشترکی میان تمام انسان ها است که در گونه های حیوانات دیگر دیده نمیشود. در واقع شامل آرکتایپ هایی است که در شرایط و جوامع انسانی شکل میگیرند و به غریزه ارتباط نزدیکی دارند.

## بروز اختلافات و طرد شدن یونگ توسط فروید
کارل یونگ پس از طرد شدن توسط فروید شروع به ایجادِ حلقه‌ای از یاران گرد خود در زوریخ کرد. از جملهٔ معروف ترین بیمارانی که تحت درمان یونگ قرار گرفت و جذب نظریه درمانی او شد، دختر یک تاجر بسیار ثروتمند آمریکایی به نام جان دیویس راکفلر بود، راکفلر به عنوان نخستین میلیاردر آمریکایی شناخته می‌شود و یونگ توانسته بود نظر دختر وی را به نظریه درمانی خویش جلب کند. دخترِ راکفلر میلیون‌ها دلار برای بسط و گسترش مؤسسهٔ کارل یونگ به وی کمک کرد که این پول در آن زمان ثروت بسیار زیادی می‌بود.
کارل یونگ به مانند یک پیامبر در مابین گروهی بود که گردِ خود جذب نموده بود و این گروهِ گردآمده پیرامون وی به‌واقع تصور می‌کردند که آنها انسان‌هایی ویژه هستند، و این به قسمی بود که آنها به این تصور رسیده بودند که براستی در گرداگرد فرد ویژه‌ای نیز جمع آمده‌اند.

## ضمیر ناخودآگاه
یکی از موارد باعث اختلاف نظر میان یونگ و فروید، مبحث مربوط به ناخودآگاه می‌باشد. چرا که فروید ناخودآگاه را برآمده از خودآگاه و وابسته به آن می‌دانست در حالیکه یونگ معتقد بود، عرصه خودآگاه ذهن در انسان همانند یک جزیره کوچک در اقیانوسی از ناخودآگاه قرار دارد. یونگ ناخودآگاه را به دو بخش اصلی تقسیم نموده بود، یکی ناخودآگاه فردی که زمینه بروز انگیزه‌ها و امیال درونی است و به مضامین دوران کودکی ختم می‌شود و دیگری ناخودآگاه جمعی که ریشه در حیات اجدادی بشر دارد و شامل تجربه‌های گذشتگان است که در هاله‌ای از ابهام فرورفته‌است. او معتقد بود که ناخودآگاه از لحاظ دسترس‌پذیری به سه سطح قابل تقسیم است که عبارتند از:
- سطح ناخودآگاه در دسترس.
- سطح ناخودآگاه که با اندیشه قابل دسترس است.
- سطح ناخودآگاه هسته که غیرقابل دسترس است.

یونگ در یکی از سخنرانی‌های خود عنوان می‌کند که، اصطلاح ناخودآگاه را به منظور پژوهش مطرح کرده‌است و به جای آن می‌توانسته از واژه «خدا» استفاده نماید.
او همچنین عنوان می‌کند که هرجا به زبان اساطیر سخن گفته‌است، واژه‌های مانا، خدا و ناخودآگاه با یکدیگر مترادف بوده‌اند. کارل گوستاو یونگ معتقد است، برجسته‌ترین ویژگی مربوط به ناخودآگاه جمعی، نمادهای کهن و شگفت‌انگیزی هستند که آن‌ها را کهن الگو (آرکی تایپ) نامیده‌است.
یونگ معتقد است زبان ناخودآگاه، زبان نمادها است که برای سخن گفتن با آدمی از راز و رمزهای پنهان در نمادها استفاده می‌کند. ناخودآگاه به واسطه رؤیا و اسطوره با انسان سخن می‌گوید و زادگاه هردوی آن‌ها در ناخودآگاه فردی و جمعی است. وی معتقد است رؤیای جمعی همان اسطوره است که در طی تاریخ توسط ملل و اقوام به زبان تمثیل و نماد بیان می‌شوند و عمیق‌ترین لایه‌های ناخودآگاه جمعی را آشکار می‌کنند.

## آثار

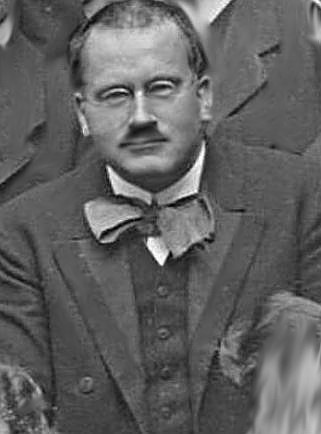
در سال ۱۹۱۱

آثار یونگ بسیار پیچیده و مبسوط هستند و یونگ روش تجربی را تنها راه حل ممکن می‌دانست. جهان‌بینی علمی او گرچه تجربی است ولی با نسبی‌گرایی علمی سدهٔ بیستم به ویژه با دانش فیزیک همنواتر است. یونگ و همچنین فروید از پیشگامان عرصه‌ای کشف نشده بودند و اندیشه‌هایشان در گذر زمان دستخوش دگرگونی و تحول شده‌است. در نتیجه نوشته‌های آنان اغلب حاوی مفاهیمی شکل نیافته، رهاشده و حتی متناقض است به نحوی که برای تشریح اندیشه‌های این دو باید تا حدودی دقت و مراقبت به خرج داد.
یونگ زندگی حقیقی را گسترش آگاهی می‌داند نه جریان زندگی در خود. او می‌گوید که شخصیتی وحدت یافته به احساس و دریافت زندگی می‌رسد و انسان صرفاً پدیده‌ای با جنبه‌های گوناگون نیست. او «شدن» را همراه با رنج می‌داند. از نظر یونگ فرصت مناسب برای توسعه شخصیت انسان کافی نیست. او رشد بشر را از منابع درونی می‌داند و کسی را که در درون فقیر است دارای رشد شخصیتی ناشی از بیرون وجودش می‌داند.
یکی از آثار یونگ، تحلیل رؤیا (گفتارهایی در تعبیر و تفسیر رؤیا) است؛ درس گفتارهای ترم زمستانی ۱۹۲۸ و تابستانی ۱۹۲۹ که در سه جلد با ترجمه رضا رضایی و آزاده شکوهی به فارسی ترجمه و توسط نشر افکار منتشر شده‌است.
از همین مجموعه، کتاب دیگری با عنوان تحلیل رؤیای کودکان شامل درس‌گفتار سمینارهای ۱۹۳۶–۱۹۴۰ یونگ با عنوان Children's Dreams: Notes from the Seminar Given in 1936-1940 در سال ۲۰۱۰ توسط اتنتشارات دانشگاه پرینستون به انگلیسی ترجمه و منتشر شده که با ترجمه آزاده شکوهی در نشر افکار در دست انتشار است.
انسان و سمبل‌هایش یکی از مهم‌ترین کتاب‌های یونگ است که نخست بار توسط ابوطالب صارمی به زبان فارسی ترجمه شده‌است؛ در این کتاب فقط شرح مختصری بر نظریات یونگ مانند کهن‌الگو و… داریم. در کل این کتاب جز آثار اصلی یونگ نبوده و انتشار آن در جهت آشنایی بیشتر مردم با افکار او بود.
او همچنین در آثار خود به آنیما و آنیموس اشاره می‌کند که در بخش ناهشیار ذهن افراد نقشی کلیدی ایفا می‌کنند. بر اساس گفته‌های یونگ آنیما در ضمیر ناهشیار مرد به صورت یکی شخصیت درونی زنانه جلوه‌گر می‌شود و آنیموس در ضمیر ناهشیار زن به صورت یکی شخصیت درونی مردانه پدیدار می‌شود.
شیوه درمانی کارل یونگ به زندگی برخی افراد معنا می‌بخشید، و به همین دلیل بسیاری از افرادی که در پریشانی به سر می‌بردند به خوبی جذب شیوه درمانی یونگ می‌شدند. بیشتر افراد ثروتمند برای مشکلات یا بیماری‌های خویش به کارل یونگ مراجعه می‌کردند. آن ها اغلب افرادی صاحب بالاترین مناصب اجتماعی بودند اما معنای زندگی خود را گم کرده بودند. به عنوان مثال پس از اینکه کارل یونگ توانست دختر راکفلر میلیاردر آمریکایی را به جلسات خود جلب کند، آرام آرام حضور در جلسات کارل یونگ تبدیل شد به کاری که هر زن ثروتمند آمریکایی می‌بایست انجام دهد. به گونه‌ای که اگر فرد یک زن آمریکایی بود که نیاز به کمک مشاوره‌ای داشت مانند ادیت راکفلر مک کورمیک در جلسه با کارل یونگ حضور پیدا می‌کرد. بیمارانِ وی از افکار پریشان خویش رهایی پیدا می‌کردند و به دنیای ناخودآگاه جمعی وارد می‌شدند و این افکار جایگزین پریشانی‌ها و نابسامانی‌های آنها می‌شد، و بدین ترتیب کارل یونگ بیماران خود را از سرگشتگی و بی معنایی زندگی رهایی می‌بخشید. 

## کتاب سرخ
در سال ۱۹۱۳ و در سن ۳۸ سالگی یونگ تجربهٔ وحشتناک «روبه‌رویی با ناخودآگاه» را داشت. او تصاویری می‌دید و صداهایی می‌شنید. او نگران بود که دچار روان‌پریشی یا اسکیزوفرنی باشد. او باور داشت که این یک تجربهٔ ارزشمند است و بنابراین در خلوت، به خود القای توهم یا به زبان خودش خیال‌پردازی می‌کرد. او سپس این وقایع را در یک دفتر چرم سرخ ثبت کرد و به مدت شانزده سال گاه‌وبیگاه بر روی آن کار می‌کرد.

## کتاب زندگی‌نامه و معرفی آثار
کتاب خاطرات، رؤیاها، تفکرات کتابی است که توسط آنیتا جعف، منشی کارل یونگ، نگاشته شد، اما به دلیل آن‌که اگر این کتاب به عنوان یک زندگینامه از کارل یونگ معرفی می‌شد، فروش بیشتری می‌داشت در نتیجه این کتاب نیز به کارل یونگ نسبت داده شد. این کتاب بعدها توسط خانواده و پیروان کارل یونگ ویرایش شده و قسمت‌های مرتبط با «تونی وولف» از این کتاب حذف شد، «تونی وولف» از شاگردان کارل یونگ بود که یونگ یگانه همراه یونگ در دوران بحرانی انزوا و آشفتگی روحی او بود، یونگ برای مدت ده‌ها سال با او وارد رابطه عاطفی شد، شروع رابطهٔ عاطفیِ کارل یونگ با تونی وولف مصادف با تولد فرزند وی از همسر اصلی‌اش اما یونگ بود؛ ولی همسر یونگ این ارتباط عاطفی را عامل نجات و تحکیم زندگی مشترک خود با یونگ میدانست و از تونی وولف به عنوان ناجی شوهرش یاد میکرد، او بر این اعتقاد بود که کاری که تونی وولف در آن دوره بحرانی برای شوهرش کرد، از عهده او و هر کس دیگری خارج بود.
کارل گوستاو یونگ؛ واژه‌ها و نگاره‌ها (آلمانی: C. G. Jung, Bild und Wort) زندگینامه ای مصور و مفهومی از کارل گوستاو یونگ، روان‌پزشک و فیلسوف اهل کشور سوئیس است. این کتاب را آنیلا یافه (Aniela Jaffé)، نویسنده و روان‌پزشک آلمانی-سوئیسی به زبان آلمانی نوشته‌است. این کتاب در ۱۹۷۷ توسط انتشارات والتر منتشر شد.

## یک روش خطرناک (فیلم)
داستان این فیلم دربارهٔ یونگ و فروید است.